# Uprising FC
Der Uprising FC ist ein Fußballverein aus Anguilla, mit Sitz in der Stadt The Valley und spielt derzeit in der AFA League, der höchsten Spielklasse des Verbandes.

## Geschichte
Gegründet wurde der Verein 2017 in The Valley und spielt seit der Saison 2016/17 in der AFA Football League. Die historisch beste Platzierung in der Liga war Platz 3 2021 und die schlechteste 2020 mit Platz 8.
Der Verein ist für den Fußball in Anguilla ziemlich einzigartig, da sein Komitee aus Leuten von der Insel sowie drei Leuten aus Europa besteht. Der Sekretär des Vereins ist Pascal Panitzsch aus Halle in Deutschland, während der Medienbeauftragte Gareth Thomas aus Shropshire in Großbritannien ist. Das dritte Mitglied der europäischen Funktionäre ist der Handelsbeauftragte des Vereins, Louis Jones aus Lincolnshire, Großbritannien.

## Stadion
Die Heimspielstätte des Uprising Football Club ist das Raymond E. Guishard Technical Centre, das Platz für 1100 Zuschauer bietet.